# Ливри-Гарган

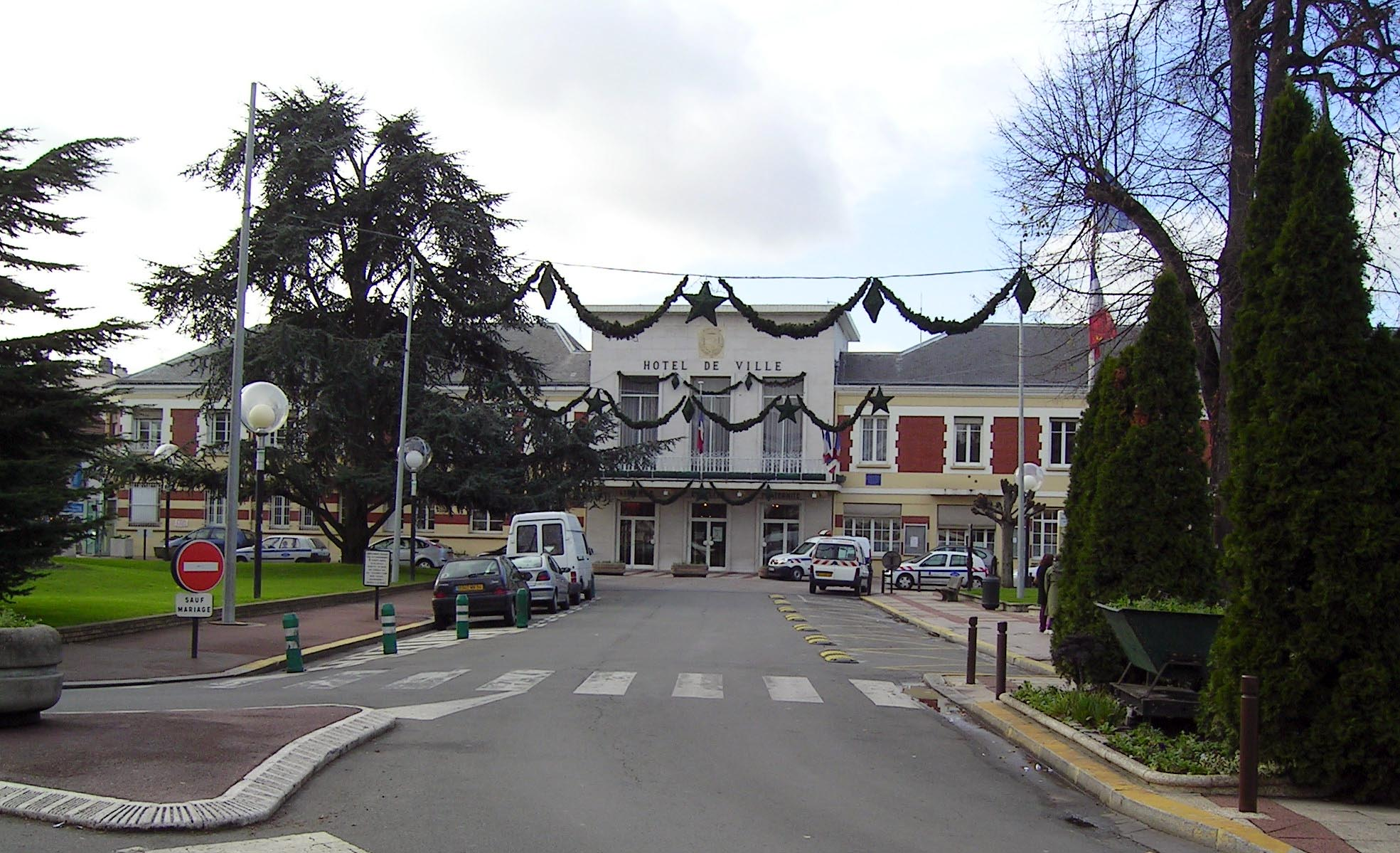
Ливри-Гарган, отель-де-виль (мэрия)

Ливри-Гарган (фр. Livry-Gargan) — коммуна во Франции, находится в регионе Иль-де-Франс. Департамент коммуны — Сена-Сен-Дени. Входит в состав кантона Ливри-Гарган (фр.). Округ коммуны — Ле-Ренси.

## Города-партнёры
- Фюрстенфельдбрук (Германия)
- Харингей, Лондон(Великобритания)
- Черветери (Италия)
- Альмуньекар (Испания)

## Известные личности
- В пригороде Парижа Ливри-Гарган жил, работал и скончался французский художник и график Луи Легран.
- умер Луи-Леон Жакоб, морской министр Франции (1834).

## Дополнения
- Информ-сайт для туристов Ливри-Гарган